# Podział WWE na brandy
Podział franczyzy WWE (en. WWE brand extension) – formuła organizacji WWE w latach 2002-2011 i od 19 lipca 2016. Franczyza WWE została podzielona na dwie mniejsze (nadal jednak należące do WWE) nazwane po swoich programach telewizyjnych WWE SmackDown i WWE Raw. Przydzielenie personelu do każdego z programów odbywało się w czasie wydarzenia zwanego WWE Draft.

## Historia

### Przyczyny
W 2001 roku rywalizacja między organizacjami powiązanymi z wrestlingiem zakończyła się ostatecznie zwycięstwem WWF (późniejsze WWE), które przejęło wszystkie aktywa WCW i ECW, a także znaczną większość ich personelu. W związku z rozszerzeniem personelu WWF, firma zarządziła podział franczyzy, aby dać wszystkim pracownikom podobne szanse i czas antenowy. Nowe franczyzy zostały nazwane po programach telewizyjnych, do których zostały przypisane: SmackDown i Raw. Przydzielenie personelu do każdego programu nastąpiło na pierwszym w historii WWE Draft, który miał miejsce 25 marca 2002 roku na Raw.
Fabularnie to Shane McMahon i Stephanie McMahon sprzedali swoje akcje aby wykupić WCW i ECW. Ale jak się okazało, akcje te kupił Ric Flair i tym samym przejął 50% udziałów firmy. Początkowo Vince znosił konieczność dzielenia się federacją, ale później postanowił odzyskać całkowitą kontrolę. Jednocześnie Ric Flair był zaangażowany w spór z The Undertakerem i chciał go rozstrzygnąć na WrestleManii X8. Zarząd zgodził się na walkę pod warunkiem, że Ric Flair odda McMahonowi swoje akcje. Flair miał jednak dopełnić swojej części umowy dopiero po Wrestlermanii. W związku z tym podjęto decyzję o podzieleniu franczyzy. McMahon przejął SmackDown, a Flair Raw.

### Pierwszy draft
W 2002 roku miał miejsce pierwszy WWE Draft. Odbył się on w Penn State University w State College, Pennsylvania 25 marca 2002. Przydział do poszczególnych programów odbywał się na zmianę, ale drużyny (czyli nWo i Gunn-Palumbo) liczyły się jako jeden wybór, tak samo jak pojedynczy wrestlerzy. 20 członków personelu wybrali osobiście właściciele Smackdown i Raw. Pozostali zostali przydzieleni w wyniku losowania. Każdy program miał w efekcie po 30 zawodników. Ustalono też, że posiadacze WWF Undisputed Champion (Triple H) i WWF Women’s Champion (Jazz) będą występować w obu programach do czasu straty przez nich tytułu.

#### Podział personelu
| Kolejność przydziału | Przydział | Wrestler            | Prawdziwe imię          |
| -------------------- | --------- | ------------------- | ----------------------- |
| 1                    | SmackDown | The Rock            | Dwayne Johnson          |
| 2                    | Raw       | The Undertaker      | Mark Callaway           |
| 3                    | Smackdown | Kurt Angle          | Kurt Angle              |
| 4                    | Raw       | Kevin Nash (nWo)    | Kevin Nash              |
| 4                    | Raw       | Scott Hall (nWo)    | Scott Hall              |
| 4                    | Raw       | X-Pac (nWo)         | Sean Waltman            |
| 5                    | SmackDown | Chris Benoit        | Chris Benoit            |
| 6                    | Raw       | Kane                | Glenn Jacobs            |
| 7                    | SmackDown | Hulk Hogan          | Terry Bollea            |
| 8                    | Raw       | Rob Van Dam         | Robert Szatkowski       |
| 9                    | SmackDown | Billy Gunn          | Monty Sopp              |
| 9                    | SmackDown | Chuck Palumbo       | Chuck Palumbo           |
| 10                   | Raw       | Booker T            | Booker Hoffman          |
| 11                   | SmackDown | Edge                | Adam Copeland           |
| 12                   | Raw       | Big Show            | Paul Wight              |
| 13                   | SmackDown | Rikishi             | Solofa Fatu             |
| 14                   | Raw       | Bubba Ray Dudley    | Mark LoMonaco           |
| 15                   | SmackDown | D-Von Dudley        | Devon Hughes            |
| 16                   | Raw       | Brock Lesnar        | Brock Lesnar            |
| 17                   | SmackDown | Mark Henry          | Mark Henry              |
| 18                   | Raw       | William Regal       | Darren Matthews         |
| 19                   | SmackDown | Maven               | Maven Huffman           |
| 20                   | Raw       | Lita                | Amy Dumas               |
| 21                   | SmackDown | Billy Kidman        | Peter Gruner            |
| 22                   | Raw       | Bradshaw            | John Layfield           |
| 23                   | SmackDown | Tajiri              | Yoshihiro Tajiri        |
| 24                   | Raw       | Steven Richards     | Michael Manna           |
| 25                   | SmackDown | Chris Jericho       | Chris Irvine            |
| 26                   | Raw       | Matt Hardy          | Matt Hardy              |
| 27                   | SmackDown | Ivory               | Lisa Moretti            |
| 28                   | Raw       | Raven               | Scott Levy              |
| 29                   | SmackDown | Albert              | Matt Bloom              |
| 30                   | Raw       | Jeff Hardy          | Jeff Hardy              |
| 31                   | SmackDown | The Hurricane       | Gregory Helms           |
| 32                   | Raw       | Mr. Perfect         | Curt Hennig             |
| 33                   | SmackDown | Al Snow             | Al Sarven               |
| 34                   | Raw       | Spike Dudley        | Matthew Hyson           |
| 35                   | SmackDown | Lance Storm         | Lance Evers             |
| 36                   | Raw       | D’Lo Brown          | Accie Connor            |
| 37                   | SmackDown | Diamond Dallas Page | Page Falkinburg         |
| 38                   | Raw       | Shawn Stasiak       | Shawn Stipich           |
| 39                   | SmackDown | Torrie Wilson       | Torrie Wilson           |
| 40                   | Raw       | Terri               | Terry Boatright Runnels |
| 41                   | SmackDown | Scotty 2 Hotty      | Scotty Garland          |
| 42                   | Raw       | Jacqueline          | Jacqueline Moore        |
| 43                   | SmackDown | Stacy Keibler       | Stacy Keibler           |
| 44                   | Raw       | Goldust             | Dustin Runnels          |
| 45                   | SmackDown | Christian           | Jay Reso                |
| 46                   | Raw       | Trish Stratus       | Trish Stratigeas        |
| 47                   | SmackDown | Test                | Andrew Martin           |
| 48                   | Raw       | Justin Credible     | Peter Polaco            |
| 49                   | SmackDown | Faarooq             | Ron Simmons             |
| 50                   | Raw       | Big Boss Man        | Ray Traylor             |
| 51                   | SmackDown | Tazz                | Peter Senerchia         |
| 52                   | Raw       | Tommy Dreamer       | Tommy Laughlin          |
| 53                   | SmackDown | Hardcore Holly      | Bob Howard              |
| 54                   | Raw       | Crash Holly         | Mike Lockwood           |
| 55                   | SmackDown | Val Venis           | Sean Morley             |
| 56                   | Raw       | Mighty Molly        | Nora Greenwald          |
| 57                   | SmackDown | Perry Saturn        | Perry Satullo           |

### ECW
W 2003 roku WWF uzyskało całkowite i wyłączne prawo do znaków towarowych ECW. W związku z tym rozpoczęło promocję płyt DVD z oryginalnymi odcinkami ECW. Specjalnie dla byłych zawodników ECW zorganizowano także dwa wydarzenia: ECW One Night Stand – w 2005 i 2006 roku. W końcu zdecydowano się na przywrócenie tej franczyzy 3 czerwca 2006 roku. Nowy program telewizyjny ECW miał w założeniu być powrotem dawnego rywala WWF na antenę, ale tym razem jako część federacji. Premiera WWE ECW miała miejsce 13 czerwca 2006 roku na kanale Sci Fi Channel.
Okazało się jednak, że WWE ECW nie dorównuje swoją popularnością dawnej niezależnej firmie o tej samej nazwie. 2 lutego 2010 roku prezes WWE Vince McMahon ogłosił, że 16 lutego 2010 zostanie wyemitowany ostatni odcinek. Wtedy też ECW zostało rozwiązane, a każdy członek personelu stał się niezależnym zawodnikiem, który mógł dołączyć do Smackdown albo Raw.

### Koniec podziału
Pierwszy okres podziału organizacji zakończył się 29 sierpnia 2011 roku, kiedy dyrektor operacyjny Triple H ogłosił, że gwiazdy ze Smackdown zaczną od tego momentu występować także w Raw. Wkrótce wszyscy zapaśnicy zaczęli pojawiać się w obu programach. WWE Draft nie miało miejsca w latach 2012-2015. Przyczyną zakończenia podziału była chęć swobodniejszego przepływu treści pomiędzy telewizją i platformą internetową.

### Ponowny podział
25 maja 2016 roku ogłoszono, że 19 lipca 2016 zostanie wyemitowany odcinek SmackDown na żywo, mający jednak inną obsadę scenarzystów, niż Raw. Tego dnia odbyło się przydzielenie każdego członka personelu do określonego programu. Fabularnie przyczyną ponownego podziału było wyłonienie następcy prezesa WWE, Vince’a McMahona, spośród jego dzieci. W tym celu Shane McMahonni Stephanie McMahon otrzymali stanowiska prezesów wykonawczych kolejno Smackdown i Raw. 18 lipca, Mick Foley został wybrany przez Stephanie na stanowisko komisarza Raw, zaś Daniel Bryan został komisarzem SmackDown.

#### Podział personelu
| Kolejność przydziału | Przydział | Wrestler lub drużyna               | Prawdziwe imię            |
| -------------------- | --------- | ---------------------------------- | ------------------------- |
| 1                    | Raw       | Seth Rollins                       | Colby Lopez               |
| 2                    | SmackDown | Dean Ambrose                       | Jonathan Good             |
| 3                    | Raw       | Charlotte                          | Ashley Fliehr             |
| 4                    | SmackDown | AJ Styles                          | Allen Jones               |
| 5                    | Raw       | Finn Bálor                         | Fergal Devitt             |
| 6                    | Raw       | Roman Reigns                       | Leati Anoaʻi              |
| 7                    | SmackDown | John Cena                          | John Cena                 |
| 8                    | Raw       | Brock Lesnar                       | Brock Lesnar              |
| 9                    | SmackDown | Randy Orton                        | Randy Orton               |
| 10                   | Raw       | Big E (The New Day)                | Ettore Ewen               |
| 10                   | Raw       | Kofi Kingston (The New Day)        | Kofi Sarkodie-Mensah      |
| 10                   | Raw       | Xavier Woods (The New Day)         | Austin Watson             |
| 11                   | Raw       | Sami Zayn                          | Rami Sebei                |
| 12                   | SmackDown | Bray Wyatt                         | Windham Rotunda           |
| 13                   | Raw       | Sasha Banks                        | Mercedes Kaestner-Varnado |
| 14                   | SmackDown | Becky Lynch                        | Rebecca Quin              |
| 15                   | Raw       | Chris Jericho                      | Christopher Irvine        |
| 16                   | Raw       | Rusev                              | Miroslav Barnyashev       |
| 16                   | Raw       | Lana                               | Catherine Perry           |
| 17                   | SmackDown | The Miz                            | Mike Mizanin              |
| 17                   | SmackDown | Maryse                             | Maryse Mizanin            |
| 18                   | Raw       | Kevin Owens                        | Kevin Steen               |
| 19                   | SmackDown | Baron Corbin                       | Thomas Pestock            |
| 20                   | Raw       | Enzo Amore                         | Eric Ardnt                |
| 20                   | Raw       | Big Cass                           | William Morrissey         |
| 21                   | Raw       | Luke Gallows                       | Andrew Hankinson          |
| 21                   | Raw       | Karl Anderson                      | Chad Allegra              |
| 22                   | SmackDown | Chad Gable (American Alpha)        | Charles Betts             |
| 22                   | SmackDown | Jason Jordan (American Alpha)      | Nathan Everhart           |
| 23                   | Raw       | Big Show                           | Paul Wight, Jr.           |
| 24                   | SmackDown | Dolph Ziggler                      | Nicholas Nemeth           |
| 25                   | Raw       | Nia Jax                            | Savelina Fanene           |
| 26                   | Raw       | Neville                            | Benjamin Satterley        |
| 27                   | SmackDown | Natalya                            | Natalie Neidhart          |
| 28                   | Raw       | Cesaro                             | Claudio Castagnoli        |
| 29                   | SmackDown | Alberto Del Rio                    | José Rodriguez            |
| 30                   | Raw       | Sheamus                            | Stephen Farrelly          |
| 31                   | Raw       | Goldust (Golden Truth)             | Dustin Runnels            |
| 31                   | Raw       | R-Truth (Golden Truth)             | Ron Killings              |
| 32                   | SmackDown | Jimmy Uso (The Usos)               | Jonathan Fatu             |
| 32                   | SmackDown | Jey Uso (The Usos)                 | Joshua Fatu               |
| 33                   | Raw       | Titus O’Neil                       | Thaddeus Bullard Sr.      |
| 34                   | SmackDown | Kane                               | Glen Jacobs               |
| 35                   | Raw       | Paige                              | Saraya-Jade Bevis         |
| 36                   | Raw       | Darren Young                       | Frederick Rosser III      |
| 36                   | Raw       | Bob Backlund                       | Robert Backlund           |
| 37                   | SmackDown | Kalisto                            | Emanuel Rodriguez         |
| 38                   | Raw       | Sin Cara                           | Jorge Arias               |
| 39                   | SmackDown | Naomi                              | Trinity Fatu              |
| 40                   | Raw       | Jack Swagger                       | Donald Hager Jr.          |
| 41                   | SmackDown | Konnor (The Ascension)             | Ryan Parmeter             |
| 41                   | SmackDown | Viktor (The Ascension)             | Eric Thompson             |
| 42                   | Raw       | Bubba Ray Dudley (The Dudley Boyz) | Mark LoMonaco             |
| 42                   | Raw       | D-Von Dudley (The Dudley Boyz)     | Devon Hughes              |
| 43                   | SmackDown | Zack Ryder                         | Matthew Cardona           |
| 44                   | Raw       | Summer Rae                         | Danielle Moinet           |
| 45                   | SmackDown | Apollo Crews                       | Sesugh Uhaa               |
| 46                   | Raw       | Mark Henry                         | Mark Henry                |
| 47                   | SmackDown | Alexa Bliss                        | Alexis Kaufman            |
| 48                   | Raw       | Braun Strowman                     | Adam Scherr               |
| 49                   | SmackDown | Tyler Breeze (Breezango)           | Matt Clement              |
| 49                   | SmackDown | Fandango (Breezango)               | Curtis Hussey             |
| 50                   | Raw       | Bo Dallas                          | Taylor Rotunda            |
| 51                   | SmackDown | Eva Marie                          | Natalie Coyle             |
| 52                   | Raw       | Primo (The Shining Stars)          | Eddie Colón               |
| 52                   | Raw       | Epico (The Shining Stars)          | Orlando Colón             |
| 53                   | SmackDown | Aiden English (The Vaudevillains)  | Matt Rehwoldt             |
| 53                   | SmackDown | Simon Gotch (The Vaudevillains)    | Seth Lesser               |
| 54                   | Raw       | Alicia Fox                         | Victoria Crawford         |
| 55                   | SmackDown | Erick Rowan                        | Joseph Ruud               |
| 56                   | Raw       | Dana Brooke                        | Ashley Sebera             |
| 57                   | SmackDown | Mojo Rawley                        | Dean Muhtadi              |
| 58                   | Raw       | Curtis Axel                        | Joe Hennig                |
| 59                   | SmackDown | Carmella                           | Leah Van Dale             |

Heath Slater został jedynym nadającym się do wybrania zawodnikiem bez brandu. Pozostali wrestlerzy WWE zostali oznaczeni jako niewybieralni, z powodu ich kontuzji lub sporadycznych występów.